# Desa Sidomulyo (administrativ by i Indonesien, Jawa Tengah, lat -7,02, long 109,90)
Desa Sidomulyo är en administrativ by i Indonesien.   Den ligger i provinsen Jawa Tengah, i den västra delen av landet, 300 km öster om huvudstaden Jakarta.